# Kamélie sazanka
Kamélie sazanka (Camellia sasanqua) a její kultivary je menší a méně známý druh kamélie, pěstovaný především v zemi původu, v Japonsku.

## Výskyt
Původní druh pochází z jižních oblastí Japonska s teplým a vlhkým klimatem, z ostrovů Šikoku, Kjúšú a mnoha menších až po Okinawu. Zde roste jako keř ve stálezelených lesích při pobřeží a na svazích kopců, kde vystupuje až do 900 m n. m.

## Popis
V přírodě vytváří až 5 m velké keře, hustě olistěné. Listy jsou jednoduché, střídavé, na líci lesklé, mírně zoubkované, 3 až 12 cm dlouhé. Květy jsou oproti známější kamélii japonské (Camellia japonica) menší a vonné. Jsou většinou jednoduché, méně často u kultivarů poloplné, mají 6 až 8 okvětních lístků a okolo 6 cm v průměru. Barva je téměř čistě bílá, narůžovělá nebo sytě růžová. Květy vydávají specifickou kořeněnou vůni připomínající čerstvě otevřenou zásilku čaje. Květy se objevují ve velkém množství na podzim (kamélie japonská kvete až v zimě). Semena obsahují až 40 % nevysýchavého bělavého oleje.

## Využití
V Japonsku je historicky dlouho používána k produkci specifického čaje. Dále se používá na přípravu kvalitního oleje pro potravinářské a kosmetické účely. Kaméliový olej se používá při úpravě účesu zápasníků sumo. Jako okrasná rostlina se pěstuje a šlechtí od 17. století.

## Pěstování
Pěstitelské nároky jsou obdobné jako u kamélie japonské. Pro bohaté kvetení ji vyhovuje plné oslunění. Není mrazuvzdorná. Venku ji lze pěstovat jako kontejnerovou rostlinu s přezimováním v nemrznoucím prostoru. Specializované zahraniční firmy nabízí mrazuvzdorné tzv. Ackermanovy hybridy.
V literatuře se ve skupině sazanek uvádí až 300 kultivarů. Do skupiny patří i kamélie zimní (Camellia hiemalis) a kamélie jarní (Camellia vernalis), považované za poddruhy kamélie sazanky nebo hybridy s kamélií japonskou (Camellia japonica).
Nabídka tohoto druhu je v ČR ojedinělá. Skupina kultivarů se nachází v zámecké zahradě v Rájci nad Svitavou, kde se dlouhodobě věnují pěstování a nabídce různých kamélií.